# Alfred van Landeghem
Alfred van Landeghem war ein belgischer Ruderer, der in allen Disziplinen aktiv war.
Er trainierte im Koninklijke Roeivereniging Club Gent. Bei den Olympischen Sommerspielen 1900 in Paris und 1908 in London konnte er mit seinem Team jeweils die Silbermedaille im Achter-Bewerb holen. Außerdem gewann er bei der Europameisterschaft 1900 Silber im Zweier und Gold im Vierer und Achter, bei der Europameisterschaft 1901 Gold im Achter und bei der Europameisterschaft 1902 Gold im Zweier und Achter.